# Šipikovo
Šipikovo (en serbe cyrillique : Шипиково) est un village de Serbie situé sur le territoire de la ville de Zaječar, district de Zaječar. Au recensement de 2011, il comptait 374 habitants.

## Démographie

### Évolution historique de la population
| 1948  | 1953  | 1961  | 1971 | 1981 | 1991 | 2002 | 2011 |
| ----- | ----- | ----- | ---- | ---- | ---- | ---- | ---- |
| 1 129 | 1 128 | 1 038 | 966  | 898  | 672  | 511  | 374  |

|  |